# A flor de piel: la aventura de salvar al mundo
A flor de piel és una novel·la històrica escrita per Javier Moro basada en la  Reial Expedició Filantròpica de la Vacuna, centrant-se en el personatge d'Isabel Zendal, des de la seva infantesa a Galícia, fins al final de la seva vida.

## Sinopsi
L'any 1803 Francisco Xavier Balmis i  Josep Salvany lideren una expedició per portar la vacuna de la verola a les colònies de les  Amèriques i Filipines. Donades les característiques del viatge, davant la impossibilitat de conservar la vacuna en condicions òptimes es veuen obligats a fer servir un mètode innovador per a assegurar-se que la vacuna arribi en bones condicions, inocular-la en 22 nens orfes provinents d'una inclusa d'A Corunya,  els quals es van inoculant amb el virus vacunal de forma escalonada, per garantir la preservació del principi actiu.
La novel·la segueix la vida d'Isabel Zendal, com a personatge principal, la rectora de la inclusa que acompanya als nens durant l'expedició, i s’encarrega de la seva cura durant tot el viatge.